# Prima guerra matabele
La prima guerra Matabele è stato un conflitto armato avvenuto tra il 1893 e il 1894 nell'odierno Zimbabwe; fu combattuta tra la British South Africa Company di Cecil Rhodes e il popolo Matabele del re Lobengula.

## Cause
Il governo britannico accettò che la British South Africa Company potesse controllare tutti i territori dal Limpopo e lo Zambesi con un privilegio reale firmato dalla Regina Vittoria nel 1889. Questo privilegio fu usato da Cecil Rhodes per giustificare la Colonna dei pionieri, un gruppo di coloni protetti da soldati della British South Africa Company's Police (BSAP), guidate da Frederick Selous che attraversarono il Matabeleland per arrivare in Mashonaland per fondare Salisbury, odierna Harare.